# سیارک ۱۴۴۶۳
سیارک ۱۴۴۶۳ (به انگلیسی: 14463 McCarter، نامگذاری:1993GA1) چهارده هزار و چهارصد و شصت و سومین سیارک کشف شده‌است که در ۱۵ آوریل ۱۹۹۳ کشف شد.
قدر مطلق سیارک برابر ۱۷.۸ است.